# Johann Sioly

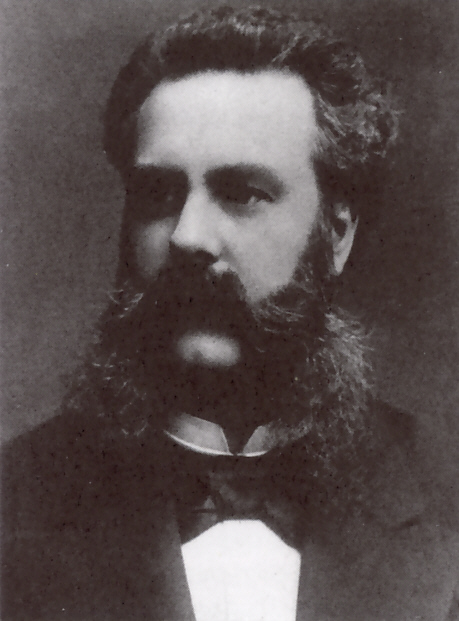
Johann Sioly

Johann Sioly (* 26. März 1843 in Wien; † 8. April 1911 ebenda) war ein österreichischer Volkssänger  und Wienerliedkomponist.
Sioly studierte von 1853 bis 1859 Violine und war ab 1861 Klavierspieler und Komponist in verschiedenen Wiener Volkssängergesellschaften. Von der wienerischen Mentalität beeinflusst, begann Sioly schon früh mit dem Texten und Komponieren von Wienerliedern. Der Politik-kritische Sioly schuf über tausend Lieder, die in den Heurigenkanon aufgenommen wurden (etwa: Des hat ka Goethe g'schrieb'n). Von 1869 bis 1873 begleitete er die bekannte Volkssängerin Antonie Mansfeld, mit der ihn auch ein Liebesverhältnis verband. Vor der geplanten Hochzeit verfiel sie jedoch in geistige Verwirrung und starb im Irrenhaus. Er arbeitete auch eng mit dem Volksliedsänger Edmund Guschelbauer (1839–1912) und dem Volkssänger und Bühnenautor Wilhelm Wiesberg (1850–1896) zusammen. Obwohl seine Melodien sehr erfolgreich wurden, verdiente er fast nichts an ihnen und starb verarmt.
Er ruht in einem ehrenhalber gewidmeten Grab auf dem Wiener Zentralfriedhof (76A-3-44). 1963 wurde die Siolygasse in Wien-Döbling nach ihm benannt.

## Werke
- Weil i a alter Drahrer bin (1879), Text: Erich Pohlhammer
- O du Veronika, Text: Carl Lorens
- I bin a echter Weana, so nach'n alten Schlag, Text: Engelbert Herzog
- D' Hausherrnsöhn'ln
- Des hat ka Goethe g'schriebn
- D' Mariahilfer Schwosser, Text: Wilhelm Wiesberg
- Das stammt noch von Adam und Eva her, Text: Wilhelm Wiesberg
- Heut hab i schon mei Fahnl
- Die Mondscheinbrüder
- Die Deutschmeister sind da
- Die Näherin!, Text: Wilhelm Wiesberg